# Rhacophorus dennysi
Rhacophorus dennysi és una espècie de granota que es troba a la Xina, Laos, Myanmar i el Vietnam. Està amenaçada d'extinció per la pèrdua del seu hàbitat natural.